# Aegis of Earth: Protonovus Assault
Aegis of Earth: Protonovus Assault (絶対迎撃ウォーズ Zettai Geigeki Wars: Metropolis Defenders) là một game chiến thuật thời gian thực được hãng Acquire phát triển và phát hành năm 2015 tại Nhật Bản, việc phát hành ở phương Tây được tiến hành bởi Aksys Games (Bắc Mỹ) và PQube (châu Âu) vào năm sau.

## Lối chơi
Aegis of Earth lấy bối cảnh 50 năm sau một sự kiện chết chóc được gọi là "Silent Apocalypse" (Ngày tận thế im lặng). Sự kiện thảm khốc này đã đem nhiều sinh vật khác nhau trên địa ngục xuất đầu lộ diện hòng  tiêu diệt nhân loại. Đi cùng với sự xuất hiện của các sinh vật là một nguyên tố mới gọi là altenite, được coi là hy vọng cuối cùng cho sự tồn vong của Trái Đất. Trước lúc game bắt đầu, những người sống sót đã xây dựng các thành phố kiên cố, giúp bảo vệ họ thoát khỏi các cuộc tấn công khác nhau. Tuy nhiên, với đám dị nhân mang tên "Altered States" đang đến gần cửa ngõ và các cuộc tấn công liên tục của bầy quái vật hung dữ, nhóm cư dân còn lại phải chuẩn bị cuộc chiến trong quá trình tiếp tục mở rộng và bảo vệ thành phố của họ.
Người chơi nắm quyền kiểm soát các khu vực đô thị khác nhau, thu thuế từ cư dân, mua sắm trang thiết bị, phân bổ tài nguyên và thiết lập chiến trường với các đơn vị quân và pháo binh giúp bảo vệ thành phố khỏi cuộc xâm lược sắp tới. Một khi trận chiến bắt đầu, làn sóng đối thủ sẽ tiếp cận, với trách nhiệm của người chơi là sử dụng những vũ khí được đặt trong giai đoạn lập kế hoạch trước để phòng thủ thành phố của mình. Các chiến thuật khác nhau có thể được sử dụng để hoàn thành các đợt khiêu chiến thành công, chẳng hạn, người chơi có thể sử dụng phương pháp "hợp nhất", liên quan đến việc đặt hai hoặc nhiều vũ khí cùng loại vào một hàng để tăng sát thương gây ra.

## Phát hành
Phiên bản PlayStation Vita đã bán được 2.831 bản trong tuần đầu tiên phát hành tại Nhật Bản, đứng thứ 15 trong bảng xếp hạng doanh số hàng tuần. Phiên bản PlayStation 3 không lọt vào danh sách. Doanh số bán hàng này được coi là đáng thất vọng.
Tại Mỹ, trò chơi ra mắt với mức giá chiết khấu 29,99 đô la cho PlayStation 3 và Vita, cũng như 39,99 đô la cho PlayStation 4. Tại Canada, đồng đô la thấp buộc phải tăng 10 đô la cho mỗi hệ máy tương ứng. Phiên bản kỹ thuật số của trò chơi được phát hành với mức giá giảm thêm.

## Đón nhận
Aegis of Earth: Protonovus Assault nhận được nhiều đánh giá trái chiều từ giới phê bình theo trang web đánh giá tổng hợp Metacritic.
Nic Rowen của Destructoid chấm cho game 4/10 điểm, nói rằng đồ họa giống như đồ họa của game PlayStation 2. Ngoài ra, Rowen cũng chỉ trích lời thoại và các nhân vật, với lý do là một trong hai yếu tồ này không có hứng thú và gọi lối chơi là "nhàm chán". Tuy nhiên, lại có lời khen ngợi dành cho sự phong phú của vũ khí và nâng cấp.
Nhận xét cho Hardcore Gamer, Alexander Chatziioannou cũng sỉ vả phần đồ họa, so sánh chúng với đồ họa của PlayStation 2 như Rowen nói. Ngoài ra, Chatziioannou gọi giá trị sản xuất là thấp, nói rằng rõ ràng trò chơi này được thực hiện với kinh phí hạn chế. Tuy nhiên, ông đã tận hưởng thời gian của mình với tựa game này. Không giống như Rowen, Chatziioannou thích phần đối thoại và các nhân vật, so sánh nó với một bộ phim truyền hình dài tập lê thê dành cho thanh thiếu niên. Cuối cùng, Chatziioannou đành thừa nhận rằng Aegis of Earth là một trò chơi không có gì đặc biệt, nhưng vẫn cho là game "khá hay" và giới thiệu nó như một "sự chuyển hướng tương xứng", cho điểm cuối cùng là 3.5/5.